# ویراب هاروتیونیان
ویراب همایاکی هاروتیونیان (ارمنی: Վիրաբ Հմայակի Հարությունյան؛  زادهٔ ۲۴ آوریل ۱۹۱۶ - درگذشته ۲ ژانویهٔ ۱۹۹۸) بازیگر اهل ارمنستان بود.

## زندگی‌نامه
وی در ۹ مه [سبک قدیمی: ۲۴ آوریل] ۱۹۱۶ در آیگاوان به دنیا آمد . وی همچنین برنده جوایزی همچون هنرمند مردمی ارمنستان شوروی و نشان ستاره سرخ شد. وی در ۲ ژانویهٔ ۱۹۹۸ در سن ۸۱ سالگی در ایروان درگذشت.